# Flotsam and Jetsam
Flotsam and Jetsam es una banda estadounidense de thrash metal originaria de Phoenix, Arizona fundada en 1982.

## Historia

### 1981-1986: El comienzo
El nombre original de la banda era "Paradox" fundada por el batería Kelly David-Smith y otros dos guitarristas, hasta 1982 en que se les unió el bajista Jason Newsted. Jason había venido a Phoenix, Arizona con su banda "Gangster" procedente de Míchigan en su ruta hacia California, pero Gangster se desbandó cuando se encontraban en Phoenix. Kelly y Jason (que también las hacía de vocalista) tocaron su primer concierto profesional como "Dredlox" junto con los guitarristas Mark Vásquez y Kevin Horton. Kelly vio a 'A.K.' (Eric A. Knutson) cantando "The Goodbye Girl" en un show de talentos de la secundaria. En 1983 asistieron a la misma escuela de verano y Kelly le preguntó entonces a
Eric A.K. si quería audicionar para la banda. Lo pusieron a prueba por dos semanas y entonces Eric A.K. se unió a la banda. Dada la naturaleza provisional de su membresía, la banda se refiere a Eric A.K. como "el quincenero" ("The 2 weeker"). Ed Carlson, de la banda rival local llamada "Exodus" (que no está asociada a la banda de thrash metal de la Bahía de California del mismo nombre), también se unió en 1983 después de que Kevin dejara la banda. El nombre de la banda cambió a "The Dogz", que no duró mucho.
Finalmente, la banda se renombró a sí misma "Flotsam and Jetsam" luego de escribir una canción inspirada en un capítulo del libro de J. R. R. Tolkien "Las Dos Torres".
La banda realizó su debut en vivo en clubes locales de California, y tuvo la oportunidad de tocar con bandas como Megadeth, Armored Saint, Alcatraz, Malice, Exciter, Mercyful Fate, Riot, Autograph. En 1985, el guitarrista Mark se fue, y un Michael Gilbert de tan solo 17 años, se unió a la banda. Flotsam and Jetsam lanzó dos maquetas, Iron Tears y Metal Shock en 1985.
Hicieron su propio video de Hammerhead del demo Metal Shock: "Lo grabamos en la sala del apartamento de Jason y Ed. También hicimos un video en vivo en el famosísimo 'Bootlegger' de Phoenix." Éstos, junto con los demos, causaron una buena impresión en las compañías disqueras (y contribuyeron después con las recopilaciones Speed Metal Hell II y Metal Massacre VII), obteniendo un contrato con Metal Blade Records.

### 1986-1988: Doomsday for the Deceiver
Entonces, Flotsam and Jetsam grabó su primer álbum en Los Ángeles con el productor Brian Slagel. La salida de Doomsday for the Deceiver (Día del juicio Final del Traidor) fue el 19 de julio de 1986. Muchos consideraron este álbum como un hito en la historia del Thrash Metal y fue el primero en la historia de KERRANG en alcanzar la calificación de 6K.
El bajista Jason Newsted, quién era además el escritor de letras de la banda, dejó pronto la banda para unirse a Metallica, reemplazando a su bajista Cliff Burton, quién murió en un accidente. La noche de Halloween de 1986, Jason tocó su último concierto con Flotsam and Jetsam. La banda le había pedido a otro bajista local, Phil Rind de Sacred Reich que llenara el lugar de Jason por un corto período de tiempo. Entonces contrataron a Michael Spencer de la banda de Sacramento "Sentinel Beast". Flotsam and Jetsam firmó con la discográfica de Metallica, Elektra Records, antes de salir de gira por Europa con Megadeth en 1987.

### 1988-1992: No Place for Disgrace y When the Storm Comes Down
Michael Spencer perdió su puesto ante Troy Gregory en 1988, y en mayo del mismo año, el segundo álbum de la banda No Place for Disgrace (Sin lugar para el deshonor) salió a la venta. Éste incluye el "cover" del éxito de Elton John Saturday Night’s Alright for Fighting y por eso se filmó el video. La banda abrió para King Diamond en América. También salieron de gira con Megadeth, Testament y Sanctuary en Europa en la gira de "So Far.., So Good.. So What!...
Flotsam and Jetsam firmó con una importante disquera, MCA Records y comenzó a trabajar en su tercer álbum When the Storm Comes Down (Cuando llega la Tormenta), que salió en mayo de 1990. La banda esperaba ganar reconocimiento con este álbum, pero sufrieron una producción deficiente y no llenaron las expectativas de los fanes.

### 1992-1995: Cuatro
Troy Gregory dejó la banda poco después para irse a Prong y la banda tuvo que encontrar un nuevo bajista nuevamente, contratando finalmente a Jason Ward para el puesto. Cuatro, salió en 1992, y vio a la banda cambiar su estilo -no se incluyeron canciones típicas del metal tipo Speed o Thrash-. El álbum fue más bien exitoso, también por la Buena producción de Neil Kernon. Flotsam and Jetsam hizo algunos esfuerzos con relación a la promoción: sacaron cuatro sencillos y filmaron videos de las canciones Swatting at Flies y Wading Through the Darkness.

### 1995-1999: Drift and High
Su quinto álbum Drift (Deriva) se lanzó en abril de 1995, con tres sencillos sacados del disco. Jason lo dedicó a su hermano mayor Jeff Ward, anterior baterista de bandas como NIN, Ministry, Revolting Cocks y Lard, quién muriera en 1993. Una larga pausa siguió al lanzamiento del álbum.
Durante la gira de Flotsam and Jetsam con Megadeth y KORN, dejaron ya a al sello MCA y regresaron a su antigua discográfica Metal Blade Records. En el arte de su álbum de 1997 High (Alto) los títulos de las canciones se diseñaron con los tipos de letras de los logotipos de bandas famosas como Iron Maiden, Metallica, Kiss, Van Halen, AC/DC, Judas Priest, Misfits, etc. El sonido fue más experimental que antes y el álbum contenía la canción "cover" de Lard, Fork Boy, pero no impresionó tanto a los fanes como su trabajo anterior.
Michael Gilbert y Kelly David-Smith dejaron la banda después de que el álbum viera la luz y fueron reemplazados por el guitarrista Mark Simpson y el batería Craig Nielsen. Con la nueva alineación, Flotsam and Jetsam anduvo de gira en Europa junto con Anvil y Exciter.

### 1999-2002: Unnatural Selection y My God
Unnatural Selection (Selección Innatural) se lanzó en 1999 y Mark Simpson tomó un corto descanso. Se unió nuevamente a la banda en el 2000 para grabar un nuevo álbum, My God (Mi Dios), lanzado en mayo del 2001, donde la mayoría de las canciones fueron escritas por Mark. En ese momento, Eric A.K. había fundado una banda de country, "The A.K. Corral". Entonces dejó la banda, desmotivado, después de pasar quince años esperando el éxito. Aunque Flotsam and Jetsam no se disgregó, hubo una larga pausa en ese momento. Encontraron un nuevo vocalista en James Rivera quien se hizo cargo de las tareas vocales en vivo. Luego, la banda sintió que nadie más que Eric A.K. podría ser su vocalista y Rivera dejó la banda poco después.

### 2002-2006: Live in Phoenix y Dreams of Death
Durante el 2002 y el 2003, la banda estuvo active esporádicamente, pero Eric A.K. se volvió a unir para las fechas en vivo en las áreas de Phoenix y Los Ángeles en el 2003. Una grabación en vivo de esas presentaciones se sacó en el 2004 como un DVD en concierto en vivo, bajo el título de Live in Phoenix (En Vivo en Phoenix). Firmaron con el sello Crash Music en mayo del 2004, y con la unión nuevamente a la banda de Eric A.K de forma oficial, volvieron a tomar camino con Overkill y Death Angel, en una serie de conciertos en Japón que vendieron agotaron las entradas en lugares con capacidades de poco más de 1,000 personas.
En la primavera del 2005, Flotsam and Jetsam regresó al estudio para trabajar en su nuevo álbum. Las letras fueron principalmente inspiradas en las pesadillas de Eric. Esto resultó en un álbum conceptual titulado Dreams of Death (Sueños de Muerte) –como la pista 2 del álbum No Place for Disgrace. Este álbum se lanzó en julio del 2005.

### 2006-a la fecha: Live In Japan, Once in a Deathtime y The Cold
El DVD Live in Japan (En Vivo en Japón) salió en febrero de 2006 y muestra su concierto frente a miles de desaforados fanes japoneses en el Citta Club en Tokio en el 2004.
Doomsday for the Deceiver fue reeditado y lanzado en noviembre del 2006 por Metal Blade
Records para celebrar el vigésimo aniversario del álbum. Este paquete (2 CD y un DVD) incluye la grabación original del "Doomsday" y una versión remezclada y remasterizada del mismo y de los dos demos de Flotsam and Jetsam. El DVD de bono incluye material raro en video, una entrevista filmada en la secundaria de Kelly y una presentación de fotografías.
La banda ha participado también en álbumes tributo y "covers" de canciones de Metallica como Battery (Eric A.K. con Suicidal Tendencies) y Damage Inc. (Toda la banda).
En la primavera del 2008, Metal Mind Productions remasterizó y relanzó los álbumes When the Storm Comes Down, Cuatro (incluyendo 5 pistas bono), Drift (que incluía 3 pistas bono) y Dreams of Death. Desafortunadamente para los fanes, No Place for Disgrace no pudo ser remasterizado, debido a problemas legales existentes con su anterior sello Elektra Records y también con su antiguo manejador Eric Braverman.
En marzo de ese mismo año, Flotsam and Jetsam anduvo de gira en Europa y tocó en el "Metalmania Festival" en Polonia. Este concierto fue filmado y lanzado en formato DVD como Once in a Deathtime (Una vez en la Muerte) en julio. A mediados de año, la banda firmó con Driven Music Group, fundado por el anterior guitarrista de KORN, Brian 'Head' Welch.
El nuevo disco de Flotsam and Jetsam The Cold (El Frío) fue lanzado el 14 de septiembre de 2010.
Fue el último álbum, a la fecha, con Ed Carlson en la guitarra. Éste salió de la banda en términos amigables y fue reemplazado por el anterior guitarrista de la banda Michael Gilbert.
The Cold ha despertado las críticas favorables de muchos fanes y los medios por su sonido fresco y descomprometido y se espera que ayude al éxito de la banda.

## Miembros actuales
- Erik A.Knutson (A.K.): vocales
- Mark T. Simpson: guitarras
- Michael Gilbert: guitarras
- Jason D. Ward: bajo
- Craig Nielsen: batería

## Miembros anteriores
- Jason Newsted - bajo (1983 - 1986)
- Edward Carlson - guitarras (1983 - 2010)
- Phil Rind - bajo (1986 brevemente y sólo conciertos)
- Michael Spencer - bajo (1987 - 1988)
- Troy Gregory - bajo (1988 - 1990)
- Kelly David-Smith - batería (1983 - 1997)
- James Rivera - vocales (2001 brevemente y sólo conciertos)

## Discografía
| Año  | Título                    | Casa Disquera       |
| ---- | ------------------------- | ------------------- |
| 1986 | Doomsday for the Deceiver | Metal Blade Records |
| 1988 | No Place For Disgrace     | Elektra Records     |
| 1990 | When the Storm Comes down | MCA Records         |
| 1992 | Cuatro                    | MCA Records         |
| 1995 | Drift                     | MCA Records         |
| 1997 | High                      | Metal Blade Records |
| 1999 | Unnatural Selection       | Metal Blade Records |
| 2001 | My God                    | Metal Blade Records |
| 2005 | Dreams of Death           | Crash Music Inc.    |
| 2010 | The Cold                  | Driven Music Group  |
| 2012 | Ugly Noise                | Metal Blade Records |
| 2014 | No Place for Disgrace     | Metal Blade Records |
| 2016 | Flotsam and Jetsam        | AFM Records         |
| 2019 | The End of Chaos          | AFM Records         |
| 2021 | Blood in the Water        | AFM Records         |
| 2024 | I Am The Weapon           | AFM Records         |